# Henri Sellier
Henri Sellier (22 de dezembro de 1883 – 24 de novembro de 1943) foi um administrador, urbanista e político socialista francês. Fez muito para desenvolver cidades-jardim na região de Paris. Foi Ministro da Saúde em 1936-1937.

## Biografía
Sellier ganhou uma bolsa de estudos para o ensino secundário em Bourges. Foi um aluno brilhante e ganhou uma bolsa estadual para estudar na escola de negócios HEC Paris, onde obteve o seu diploma em 1901. No verão de 1902, a HEC enviou Sellier para trabalhar na fábrica da Siemens. em Hamburgo como secretário de Walther Rathenau, onde conheceu Albert Thomas.
Sellier continuou a ser um socialista ativo e colaborou com Jean Jaurès e Albert Thomas. Votou com a maioria para se juntar à III Internacional Comunista no Congresso de Tours em novembro de 1920, mas em outubro de 1921 foi expulso do Partido Comunista Francês e juntou-se à Secção Francesa da Internacional Operária (SFIO). Permaneceu como membro da SFIO pelo resto da sua vida.
Em 1909, Sellier foi eleito para o conselho municipal de Puteaux, nos subúrbios ocidentais de Paris. Em 1910, foi eleito representante do cantão de Puteaux no conselho geral do departamento do Sena e demitiu-se do ministério. Foi reeleito para o conselho geral em 1912 e 1919. Foi eleito presidente da Câmara de Suresnes em 1919 e ocupou o cargo até 1940. A sua plataforma eleitoral enfatizava melhorias na saúde, habitação e renovação urbana. Em 1925, o cantão de Puteaux foi dividido e Sellier foi eleito para representar o segundo distrito, Suresnes e Nanterre-Sud, no conselho geral do Sena. Foi reeleito em 1929 e 1935. Foi relator geral do orçamento do departamento do Sena de 1917 a 1920 e presidente do conselho geral em 1927-28.
Sellier candidatou-se sem sucesso ao Senado em janeiro de 1927. Foi eleito senador pelo Sena na primeira volta das eleições a 20 de outubro de 1935 pela Frente Popular. Foi Ministro da Saúde no primeiro gabinete de Léon Blum, de 4 de junho de 1936 a 21 de junho de 1937.
Durante a Segunda Guerra Mundial (1939-1945), Sellier absteve-se de votar a emenda constitucional que concedia plenos poderes ao Marechal Philippe Pétain. Foi afastado do seu posto a 22 de junho de 1941 pelas autoridades de Vichy, preso pela Gestapo e mantido no campo de Compiègne durante quase um mês. Recusou trabalhar com socialistas colaboracionistas e fundou um comité de ação socialista, que passou a fazer parte da Resistência Francesa. Faleceu aos 59 anos a 24 de novembro de 1943 em Suresnes, Sena. Uma grande multidão desafiou a proibição e assistiu ao seu funeral.